# Conopsis lineata
Espèce
Synonymes
- Toluca lineata Kennicott in Baird, 1859
- Chionactis diasii Cope in Ferrari-Perez 1886

Statut de conservation UICN

 LC  : Préoccupation mineure
Conopsis lineata est une espèce de serpents de la famille des Colubridae.

## Répartition
Cette espèce est endémique du Mexique. Elle est présente entre 1 750 et 3 100 m d'altitude.

## Description
Conopsis lineata est un serpent ovipare. C'est la plus petite espèce du genre Conopsis avec 176 mm de longueur en moyenne. Son dos est brun et présente de trois à cinq lignes sombres parcourant son corps. Son ventre est uniformément jaunâtre. Cette espèce se différencie des autres membres du genre par les motifs figurant sur son dos.

## Étymologie
Le nom spécifique lineata vient du latin lineatus, rayé, en référence à l'aspect de ce saurien.

## Publication originale
- Kennicott, 1859 in Baird, 1859 : Reptiles. Exploration & Survey R. R. Route Mississippi River to Pacific Ocean (Williamson Route). Washington DC 10, vol. 4, n. 4, p. 9-13.